# Pietro Valier
Pietro Valier (Venezia, 1574 – Padova, 9 aprile 1629) è stato un cardinale e arcivescovo cattolico italiano.

## Biografia

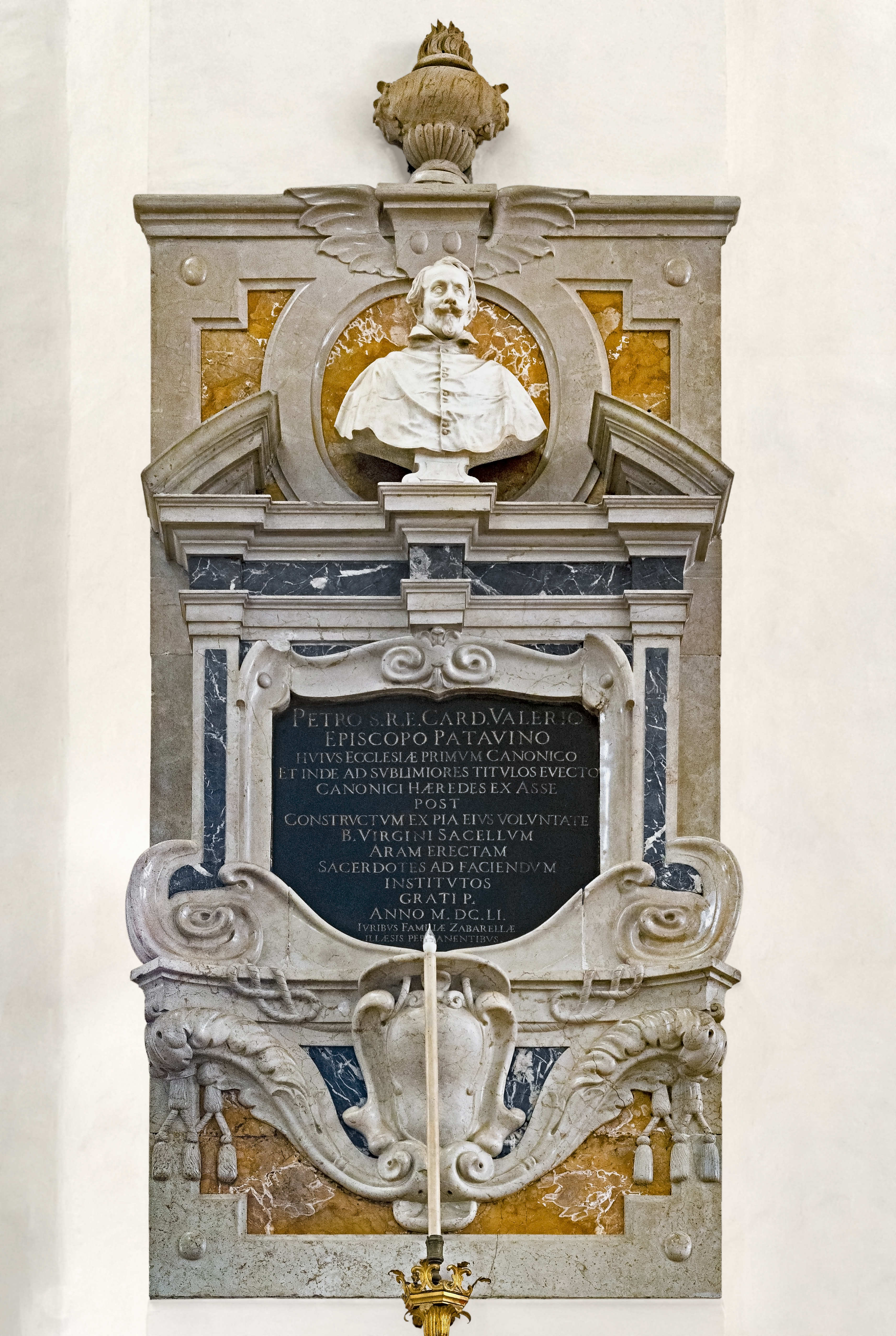
Monumento funebre del cardinale Valier nella cattedrale di Padova

Proveniente dalla potente famiglia veneziana dei Valier, Pietro era il secondo dei sei figli di Giovanni Luigi Valier e di sua moglie Laura Bernardo, pronipote del cardinale Bernardo Navagero e nipote del cardinale Agostino Valier.
Destinato fin dall'infanzia alla carriera ecclesiastica, fu Referendario del Tribunale della Segnatura Apostolica. In seguito fu governatore di San Severino (1609), di Todi (1610) e di Orvieto (1610-1614).
Il 18 maggio 1611 fu nominato vescovo titolare di Famagosta. Fu governatore di Spoleto dal 1614 al 1616. Il 18 maggio 1620 fu promosso alla sede metropolita di Candia.
Fu creato cardinale da papa Paolo V nel concistoro dell'11 gennaio 1621, pochi giorni prima della morte del papa; partecipò al conclave del 1621 che elesse papa Gregorio XV. Il 3 marzo successivo il nuovo papa gli consegnò la berretta cardinalizia con il titolo di San Salvatore in Lauro.
Partecipò al conclave del 1623 che elesse papa Urbano VIII. Fu nominato vescovo di Ceneda il 23 ottobre 1623; optò per il titolo di San Marco il 18 marzo 1624. Fu trasferito alla diocesi di Padova il 18 agosto 1625.
Morì a Padova il 9 aprile 1629 ed il suo corpo riposa nella cattedrale cittadina.
Di lui si conserva il bel busto scolpito a Roma nel 1626 da Gian Lorenzo Bernini, ora presso la Galleria G. Franchetti alla Ca' d'Oro.

## Successione apostolica
La successione apostolica è:
- Vescovo Teodoro Georgi, O.S.B. (1621)
- Vescovo Vincenzo Bucchi (1622)
- Vescovo Giovanni Battista Vercellino (1623)
- Vescovo Alvise Lippomano (1623)
- Vescovo Vincenzo Giustiniani (1624)
- Vescovo Innocenzo Serpa, C.R.L. (1624)
- Vescovo Marco Zeno (1626)